# Уточиште за медведе у Приштини
Уточиште за медведе је уточиште за мрке медведе у Приштини. Налази се у близини Грачничког језера.

## Позадина
Дуги низ година није спровођен закон против држања мрких медведа на Косову и Метохији. Сви мрки медведи у приватном власништву живели су у малим кавезима. Рођени су углавном у шумама Србије или Албаније, а од мајки су их узимали трговци животиња. Као атракције у ресторанима, требало је да привуку купце, а тиме и профит за своје власнике.